# Tiroglobulina
La tiroglobulina es una proteína que pertenece al grupo de las glicoproteínas y tiene un peso molecular de 660 kDa. Es sintetizada por la tiroides en respuesta a la estimulación de la tirotropina o TSH. El gen que permite su síntesis se encuentra localizado el la especie humana en el cromosoma 8.
La tiroglobulina es la molécula precursora de las hormonas tiroideas triyodotironina (T3) y tetrayodotironina o tiroxina (T4).
En medicina se suelen medir los niveles de tiroglobulina en la sangre. La elevación de las cifras normales puede tener valor predictivo indicativo de la recidiva de un cáncer de tiroides previamente diagnosticado, por lo que estas hormonas se incluyen dentro del grupo de los marcadores tumorales, aunque su determinación solo es útil en un tipo específico de tumor que se llama carcinoma diferenciado de tiroides.
También se emplea la determinación de los anticuerpos antitiroglobulina para el diagnóstico de la tiroiditis de Hashimoto.